# Icteranthidium urfanum
Icteranthidium urfanum är en biart som först beskrevs av Warncke 1980.  Icteranthidium urfanum ingår i släktet Icteranthidium och familjen buksamlarbin. Inga underarter finns listade i Catalogue of Life.